# Communion sanglante
Pour les articles homonymes, voir Communion (homonymie).
Pour plus de détails, voir Fiche technique et Distribution.
Communion sanglante ou Alice, douce Alice ou Tendre Alice (Alice, Sweet Alice) est un film d'horreur américain réalisé par Alfred Sole et sorti en 1976.

## Synopsis
Alice Spages est une jeune fille très réservée de 12 ans vivant avec sa mère et sa jeune sœur Karen, qui monopolise toute l'attention de sa mère. Alors que Karen s'apprêtait à fêter sa première communion, elle est retrouvée sauvagement assassinée dans l'église. Quelques soupçons commencent à peser sur Alice, mais comment une jeune fille de 12 ans pourrait-elle accomplir de tels actes atroces ? Mais lorsque d'autres meurtres horribles continuent à survenir dans l'entourage d'Alice, les soupçons semblent se préciser…

## Fiche technique
- Titre original : Alice, Sweet Alice ; Holy Terror, The Mask Murders (titres alternatifs)
- Titre français : Communion sanglante ; Alice, douce Alice (titre alternatif)
- Réalisation : Alfred Sole
- Scénario : Rosemary Ritvo et Alfred Sole

- Direction artistique : John Lawless
- Décors : Stephen Finkin

- Costumes : Michelle Cohen
- Montage : M. Edward Salier
- Musique : Stephen Lawrence
- Production : Richard K. Rosenberg
- Société de production : Harristown Funding
- Société de distribution : Allied Artists Pictures
- Pays :  États-Unis
- Langue : Anglais
- Genre : Horreur, Thriller
- Format : Couleur - 35 mm - 1,85:1 - son mono
- Durée : 98 min
- Dates de sortie : 
  - États-Unis : 13 novembre 1976
  - France : 1984
- Classification : Film interdit aux moins de 16 ans

## Distribution
- Linda Miller (VF : Annie Balestra) : Catherine Spages
- Niles McMaster (VF : Georges Berthomieu) : Dom Spages
- Mildred Clinton (VF : Gisèle Préville) : Mme Tredoni
- Rudolph Willrich (VF : Jean Roche) : le père Tom
- Paula Sheppard (VF : Sylviane Margollé) : Alice Spages
- Brooke Shields (VF : Marie-Françoise Sillière) : Karen Spages
- Michael Hardstark (VF : Pierre Arditi) : l'inspecteur Spina
- Jane Lowry (VF : Jacqueline Porel) : Annie DeLorenze
- Alphonso DeNoble (VF : Claude Bertrand (acteur)) : M. Alphonso
- Tom Signorelli (VF : Georges Atlas) : l'inspecteur Brennan
- Gary Allen : Jim DeLorenze
- Louisa Horton (VF : Nadine Alari) : Dr Whitman
- Lillian Roth : la pathologiste

## Distinctions

### Nominations
- Saturn Award 1979 :  Meilleur scénario pour Rosemary Ritvo et Alfred Sole

## Anecdote
- Toute première apparition cinématographique de Brooke Shields.